# Diecezja Santa Rosa de Copán
Diecezja Santa Rosa de Copán, łac. Dioecesis Sanctae Rosae de Copán – diecezja Kościoła rzymskokatolickiego w Hondurasie. Należy do archidiecezji Tegucigalpa. Została erygowana 1 lutego 1916 roku.
27 kwietnia 2021 papież Franciszek wydzielił z granic diecezji Santa Rosa de Copán diecezję Gracias.
26 stycznia 2023 ten sam papież przyporządkował biskupstwo nowo powstałej metropolii San Pedro Sula.

## Ordynariusze
- Claudio María Volio Jímenez (1916–1926)
- Angelo Maria Navarro (1928–1951)
- Carlos Luis Geromini (1952–1958)
- Héctor Enrique Santos Hernández, S.D.B. (1958–1962)
- José Carranza Chévez (1962–1980)
- Luis Alfonso Santos Villeda, S.D.B. (1984–2011)
- Darwin Rudy Andino Ramírez C.R.S. (2011–2024)
- Héctor David García Osorio (nominat)

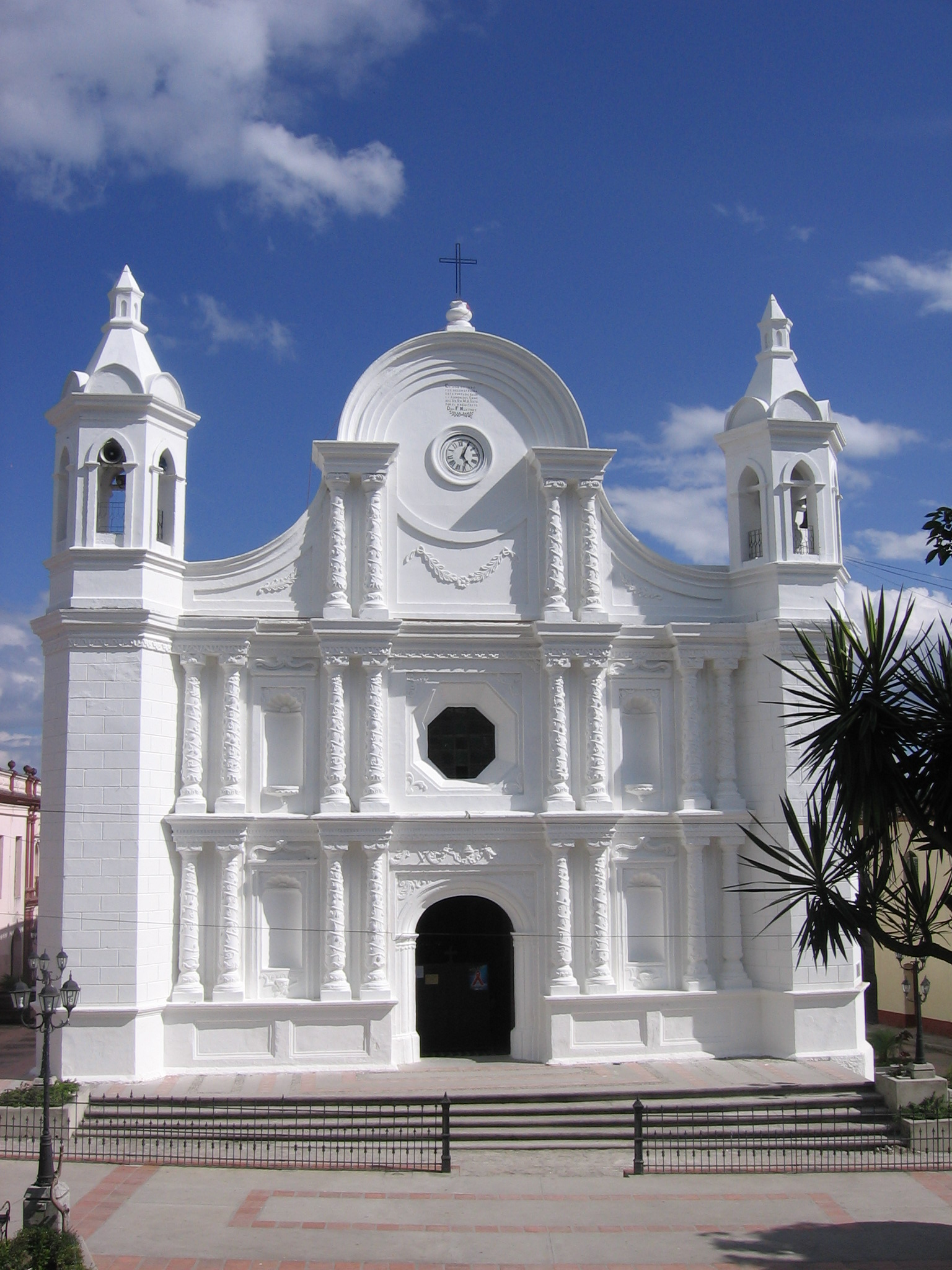
Katedra w Santa Rosa